# Selaginella remotifolia
Selaginella remotifolia là một loài dương xỉ trong họ Selaginellaceae. Loài này được Spring mô tả khoa học đầu tiên năm 1854.